# Binnensalzstelle am Kaliwerk Ronnenberg
Binnensalzstelle am Kaliwerk Ronnenberg este o arie protejată (sit de importanță comunitară — SCI) din Germania întinsă pe o suprafață de 1,74 ha, integral pe uscat.

## Localizare
Centrul sitului Binnensalzstelle am Kaliwerk Ronnenberg este situat la coordonatele 52°18′48″N 9°39′01″E / 52.3133°N 9.6503°E.

## Înființare
Situl Binnensalzstelle am Kaliwerk Ronnenberg a fost declarat sit de importanță comunitară în ianuarie 2005 pentru a proteja .

## Biodiversitate
Situată în ecoregiunea atlantică, aria protejată conține 1 habitat natural: Pășuni continentale udate de apa mării.
La baza desemnării sitului se află un număr nedeclarat de specii protejate: